# Creu de la plaça de la Sang (Reus)
La Creu de la plaça de la Sang, antigament anomenada Creu dels Corbs o Creu del Cal Sanç, és una creu de terme de Reus (Baix Camp) situada davant de l'església de la Sang. Està inclosa a l'Inventari del Patrimoni Arquitectònic de Catalunya.

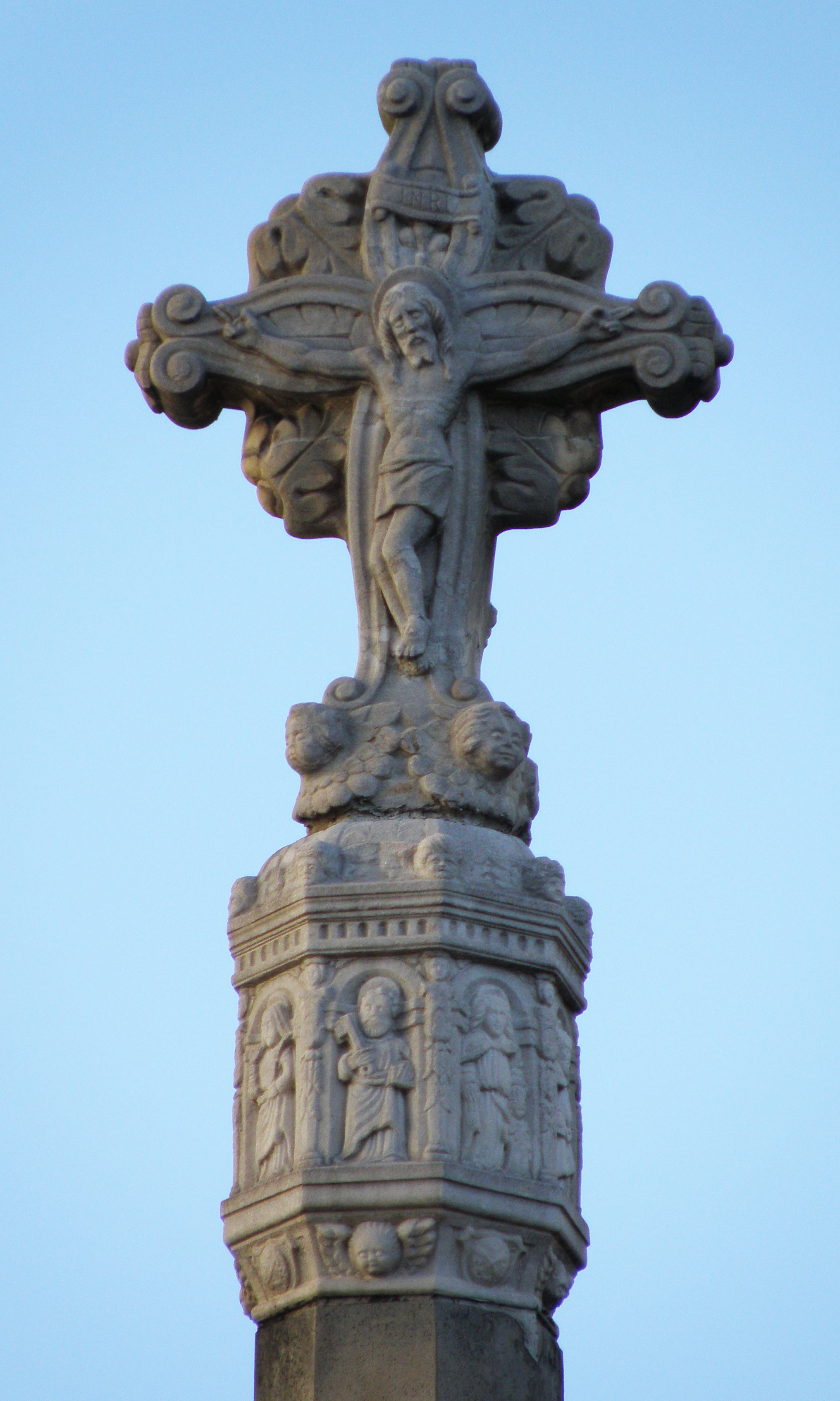
Detall de la creu

## Descripció
És una creu de pedra i marbre que corona la font monumental de la plaça de la Sang. Al centre de la font hi ha una motllura de pedra de la qual surten quatre brocs per on raja l'aigua. Damunt aquesta motllura s'aixeca la base de la creu: un volum poligonal de pedra, de base més ampla que la capçalera, decorat amb l'escut de la ciutat de Reus flanquejat per dues figuretes. A sota hi ha la data 1779. La creu, és de tipologia llatina amb els braços profusament decorats, rematats per florons ornamentals. La creuera està ressaltada per motllures decoratives a manera d'aurèola ornamental. Al centre de l'anvers s'hi disposa la figura del Crucificat, mentre que a la cara oposada, hi trobem la imatge de la Verge amb el Nen. La magolla, o capitell de la columna és, com el fust, de planta hexagonal. Rematada per sanefes ornamentals, les seves cares presenten arcuacions que cobricelen figuretes de sants, entre els que es reconeixen sant Pere, santa Bàrbara i sant Sebastià.

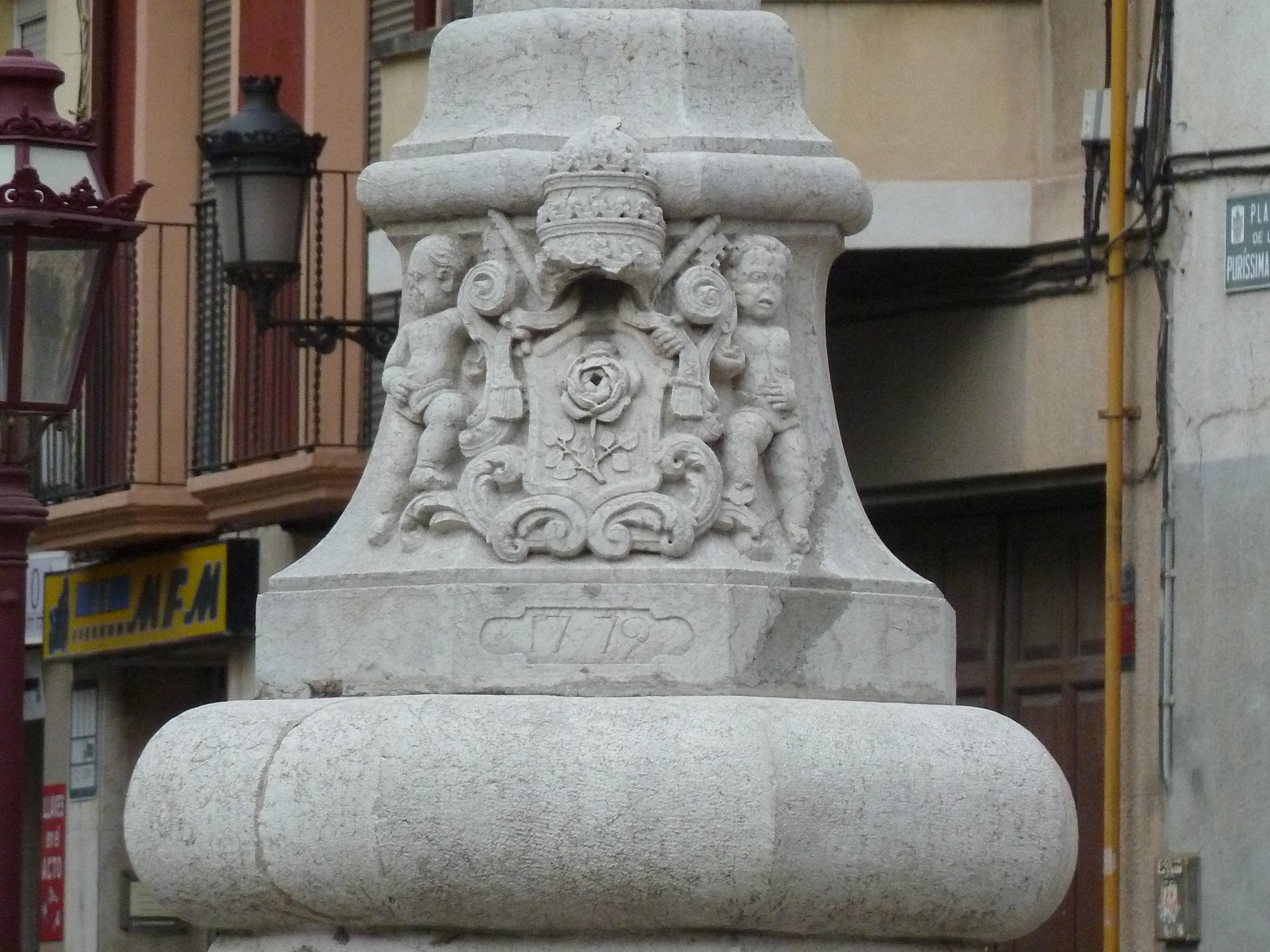
Escut de Reus a la Creu de terme i font de la plaça de la Sang

## Història
Antigament, aquesta creu estava situada a la bifurcació del camí Vell de Riudoms amb el de Cambrils. Quan es van acabar les obres d'urbanització de la plaça de la Sang el 1739 es va voler construir un monument al mig, i, segons diu el «Llibre del Consell», «se podria por lo menos gasto fer transportar la creu que está avuy al camí de Riudoms». Aquesta creu decora la plaça de la Sang des de l'11 d'abril de 1739. La font no es va construir fins al 1779. Més tard se li va afegir al centre la columna octogonal de la creu. Destruïda la creu el 1936, va ser reconstruïda l'any 1944 per l'escultor Antoni Aguadé. La part conservada de l'original es guarda al Museu Salvador Vilaseca amb el número de registre 2503, indicant la procedència del camí de Riudoms.
La columna és més fosca que la resta d'elements de la creu, perquè es va trencar i va ser substituïda. Hi ha dues versions diferents del motiu del trencament: segons unes fonts, quan van tornar a col·locar la creu de terme, restaurada, la grua dels bombers que la col·locava, en el moment de col·locar la creu a terra, la columna es va trencar; altres fonts asseguren que va ser l’alcalde d’aleshores qui, quan va reinaugurar-la, va estirar massa fort el plàstic que la tapava i va trencar la columna.
En la seva primera ubicació, era a la partida de les Forques Velles, prop de les forques d’execució, on es penjaven els delinqüents per donar exemple. Per aquest motiu, aquesta creu de terme agafà el nom de Creu dels Corbs, perquè els corbs anaven a menjar-s'hi les despulles dels penjats. El nom de Creu de Cal Sanç també fa referència a la procedència de la creu; les terres de Cal Sanç, on s'aixecava, es trobaven vora el barranc de l'Escorial, en el camí vell de Riudoms.